# 大田区教育委員会
大田区教育委員会（おおたくきょういくいいんかい）は、東京都区部のひとつである大田区の行政組織。1952年（昭和27年）に発足した大田区内の教育、スポーツ振興、文化財等に関する事務を扱う行政委員会である。

## 所在地
- 教育委員会、教育委員会事務局、大田区立幼児教育センター

東京都大田区蒲田五丁目13番14号　大田区役所本庁舎6階
- 大田区立教育センター

東京都大田区池上一丁目32番8号　大田区立池上会館と同所
- 学校、学校校外施設、幼稚園、図書館、博物館、ユースセンター、スポーツ施設については大田区を参照のこと。

## 概要
- 教育委員は大田区長が大田区議会の同意を得て任命する。定員数は5名、任期は4年である。
- 教育長は教育委員会の会務を総理し、教育委員会を代表する。

- 教育委員会会議
  - 定例会 - 毎月1回開かれる。
  - 臨時会 - 必要に応じて開かれる。

## 委員
- 小黒仁史 - 教育長
- 三留利夫 - 教育長職務代理者
- 弘瀬知江子
- 後藤貴美子
- 高橋幸子
- 深澤佳巳

## 大田区教育委員会事務局
大田区教育委員会事務局処務規則に基づき3課1室を設け、大田区教育委員会から委任された事務を行う。組織の長は教育長（事務局長）であるが、実際の業務運営は事務局次長が取り仕切っている。
- 教育総務課
  - 経営計画担当係長
  - 学校計画担当係長
  - 施設担当係長
  - 私学行政担当係長
  - 庶務係
- 学務課
  - 特別支援教育担当係長
  - 就学相談担当係長
  - 校外施設整備担当係長
  - 学務計画担当係長
  - 学校運営係
  - 学事係
  - 保健給食係
- 指導課
  - 指導主事
  - 学校職員担当係長
  - 管理係
  - 教職員係
- 社会教育課
  - 社会教育担当係長
  - 施設活用担当係長
  - 教育地域力推進担当係長
  - スポーツ推進担当係長
  - 青少年担当係長
  - 管理係

## 大田区教職員住宅
- 大田区教職員住宅とは大田区教育委員会事務局次長が維持及び管理に関する事務を行う大田区立の小学校及び中学校に勤務する常勤の都費負担教職員並びに大田区立の幼稚園に勤務する常勤の教員のための住宅のことである。2007年（平成19年）1月時点では仲池上、西馬込、西糀谷の3箇所にあり、使用料は月額11,800円～月額36,800円である。